# Idealizam
Idealizam je filozofski smjer koji temeljem tumačenja svijeta i života smatra ideje, odnosno nadosijetilna načela, svijest, misli ili Boga, čime je suprotan materijalizmu. Postoji nekoliko oblika idealizma: subjektivni, transcedencijski, apsolutni i objektivni idealizam.